# Arzano (Frankrijk)
Arzano is een gemeente in het Franse departement Finistère, in de regio Bretagne. De plaats maakt deel uit van het arrondissement Quimper. Arzano telde op 1 januari 2022 1.440 inwoners.

## Geografie
De oppervlakte van Arzano bedroeg op 1 januari 2022 34,04 vierkante kilometer; de bevolkingsdichtheid was toen 42,3 inwoners per km².

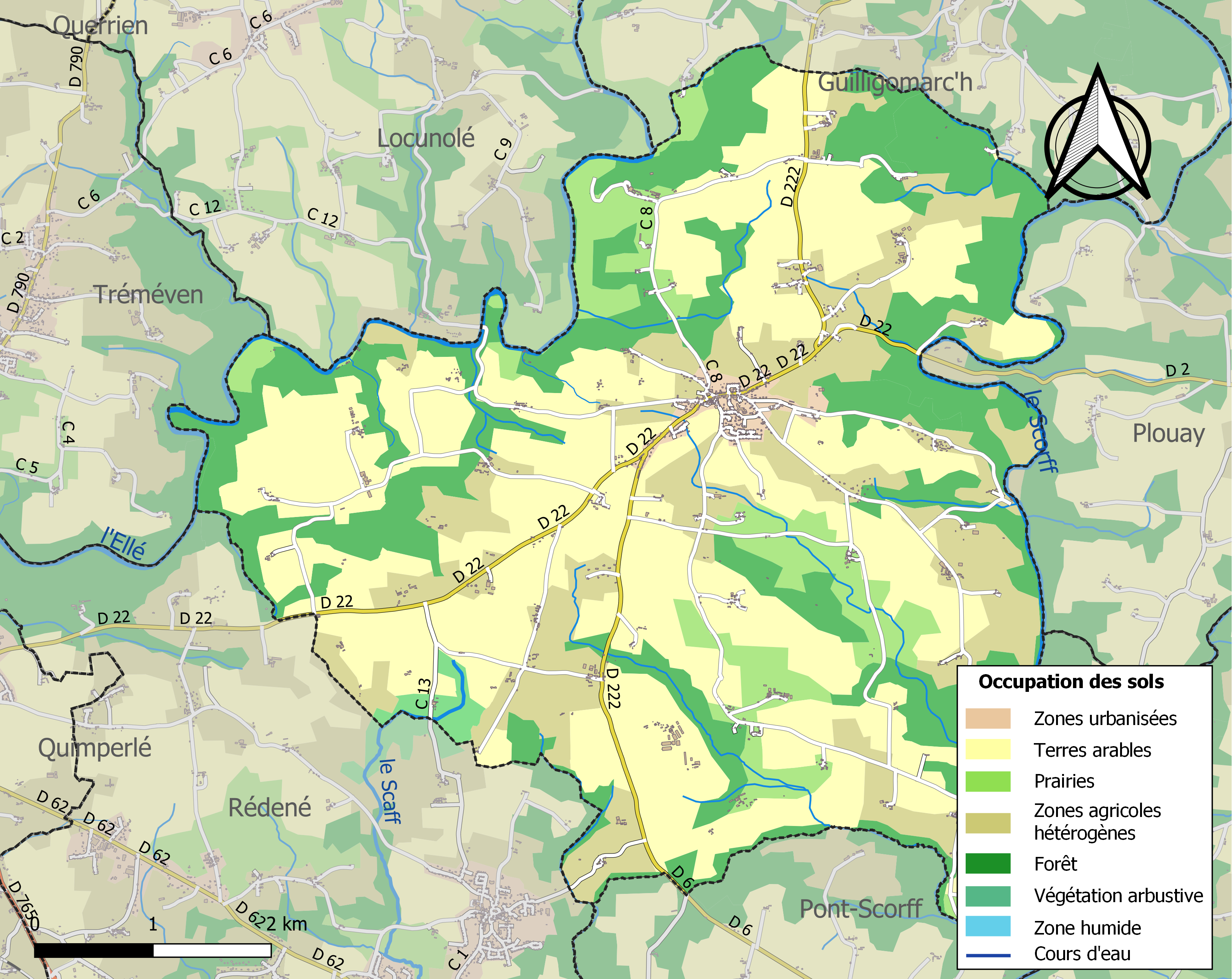
Kaart van de gemeente met belangrijkste infrastructuur, bodemgebruik en omliggende gemeenten

## Demografie
Onderstaande figuur toont het verloop van het inwonertal (bron: INSEE-tellingen).